# Francia (marque)
Francia est une marque française d'appareils de chauffage, anciennement Coutisson, créée à Rouen en 1929, reprise par la société Sogedis